# Catada glomeralis
Catada glomeralis là một loài bướm đêm trong họ Erebidae.